# Rapotín
Rapotín (en allemand : Reitendorf) est une commune du district de Šumperk, dans la région d'Olomouc, en République tchèque. Sa population s'élevait à 3 316 habitants en 2025.

## Géographie
Rapotín est arrosée par la Desná, un affluent de la Morava, et se trouve à 5 km au nord-est de Šumperk, à 49 km au nord-nord-est d'Olomouc et à 185 km à l'est de Prague.
La commune est limitée par Rejchartice et Velké Losiny au nord, par Sobotín à l'est, par Vikýřovice à l'est et au sud, et par Šumperk à l'ouest.

## Histoire
La première mention écrite de la localité date de 1391.

## Transports
Par la route, Rapotín se trouve à 8 km de Šumperk, à 66 km d'Olomouc et à 224 km de Prague.